# Rautalampi
Rautalampi è un comune finlandese di 2964 abitanti, situato nella regione del Savo Settentrionale.